# فيديم
فيديم (بالروسية: Видим) هي مدينة في مقاطعة ميلنيك في إقليم بوهيميا الوسطى في جمهورية التشيك.
يبلغ عدد سكانها حوالي 1419 نسمة.